# Поляков Дмитро Іванович
Дмитро́ Іва́нович Поляко́в (11 квітня 1911, місто Тула, тепер Російська Федерація — 27 травня 2007, місто Москва, Російська Федерація) — радянський діяч, директор заводів, голова Ради народного господарства Одеського економічного адміністративного району. Кандидат у члени ЦК КПУ в 1961—1966 р.

## Біографія
Народився у родині службовців. У 1930 році закінчив Московський механічний технікум. Рішенням ЦК ВЛКСМ був направлений працювати на Сталінградський тракторний завод.
У 1930—1934 роках — конструктор, технолог, майстер, заступник завідувача технічного бюро інструментального цеху Сталінградського тракторного заводу. У 1934 році без відриву від виробництва закінчив Сталінградський механічний інститут.
У 1934—1935 роках — у Червоній армії.
Після демобілізації працював викладачем у Тульському механічному технікумі, а потім переїхав на Донбас, де працював економістом, провідним конструктором (з 1936 року), заступником завідувача конструкторського бюро інструментального відділу, начальником інструментального цеху Ново-Краматорського заводу важкого машинобудування імені Сталіна Сталінської області.
Член ВКП(б) з 1940 року.
У 1941—1942 роках — директор Краматорського заводу важких верстатів Сталінської області. Під час німецько-радянської війни у 1942 році був разом із заводом евакуйований до Новосибірської області РРФСР.
У 1942—1950 роках — директор Новосибірського заводу важких і розточувальних верстатів (потім — завод «Тяжстанкогидропресс»).
У 1950—1956 роках — директор Краматорського заводу важких верстатів Сталінської області.
У 1956—1957 роках — начальник Головного управління заводів важкого верстатобудування Міністерства верстатобудування та інструментальної промисловості СРСР.
У червні 1957 — серпні 1958 року — начальник відділу верстатобудівної та інструментальної промисловості Державної планової комісії Ради Міністрів УРСР.
У серпні 1958 — серпні 1960 року — начальник відділу важкого машинобудування Державної планової комісії Ради Міністрів УРСР.
У серпні 1960 — 26 грудня 1962 року — голова Ради народного господарства (РНГ) Одеського економічного адміністративного району.
У лютому (березні) 1963—1965 роках — 1-й заступник голови Української Ради народного господарства (УРНГ).
У 1965—1981 роках — заступник міністра верстатобудівної та інструментальної промисловості СРСР. Одночасно був головним редактором журналу «Вестник машиностроения».
Потім — на пенсії в місті Москві.

## Нагороди
- три ордени Трудового Червоного Прапора (1943, .04.1961, 1971)
- орден Жовтневої Революції (1976)
- медалі